# Phaneroptera cleomis
Phaneroptera cleomis är en insektsart som beskrevs av Ayal, Broza och Pener 1974. Phaneroptera cleomis ingår i släktet Phaneroptera och familjen vårtbitare. Inga underarter finns listade i Catalogue of Life.